# 7 World Trade Center
World Trade Center 7 je mrakodrap postavený v roce 2006. Jeho název je podle původní budovy, která se zřítila při teroristických útocích ze dne 11. září 2001. Mrakodrap je součástí Světového obchodního centra na dolním Manhattanu (Lower Manhattan). 

## Design
Stavba nového mrakodrapu na základě designu společnosti Skidmore, Owings, & Merrill probíhala v letech 2002 - 2006. Má 52 pater a výšku 226 m. V nové budově je kladen opravdu velký důraz na bezpečnost, kterou zajišťuje masivní železobetonové jádro, širší schodiště a protipožární postřiky ocelových nosníků, díky těmto prvkům patří mezi nejbezpečnější stavby v USA. Plášť věže je vyroben z čirého skla od podlahy ke stropu. Nerezové parapety jsou vymodelovány tak, aby zachycovaly odražené sluneční světlo. V noci je uměle osvětlena naprogramovanými LED projekčními sekvencemi.
Budova je také velmi ekologická a nabízí 148 644 m2 kancelářských prostor, které se nachází od 11. patra až po střechu. Mezi nájemce těchto kanceláří patří například společnosti Moody’s, Moet Hennessey, WilmerHale, Mansueto Ventures, Zola a také Newyorská akademie věd. Prvních deset pater slouží jako rozvodna, která dodává elektřinu nejen do budovy č. 7, ale i do ostatních budov na dolním Manhattanu. Nová budova má jiný půdorysný tvar a zabírá menší plochu než původní budova, díky tomu už není Greenwich street přerušena a pokračuje dále na jih.Věž získala mnoho ocenění, včetně ceny Městské umělecké společnosti v New Yorku za rok 2006 za nejlepší novou budovu a ceny za architekturu za rok 2006 od Amerického institutu architektů v New Yorku.

## Galerie

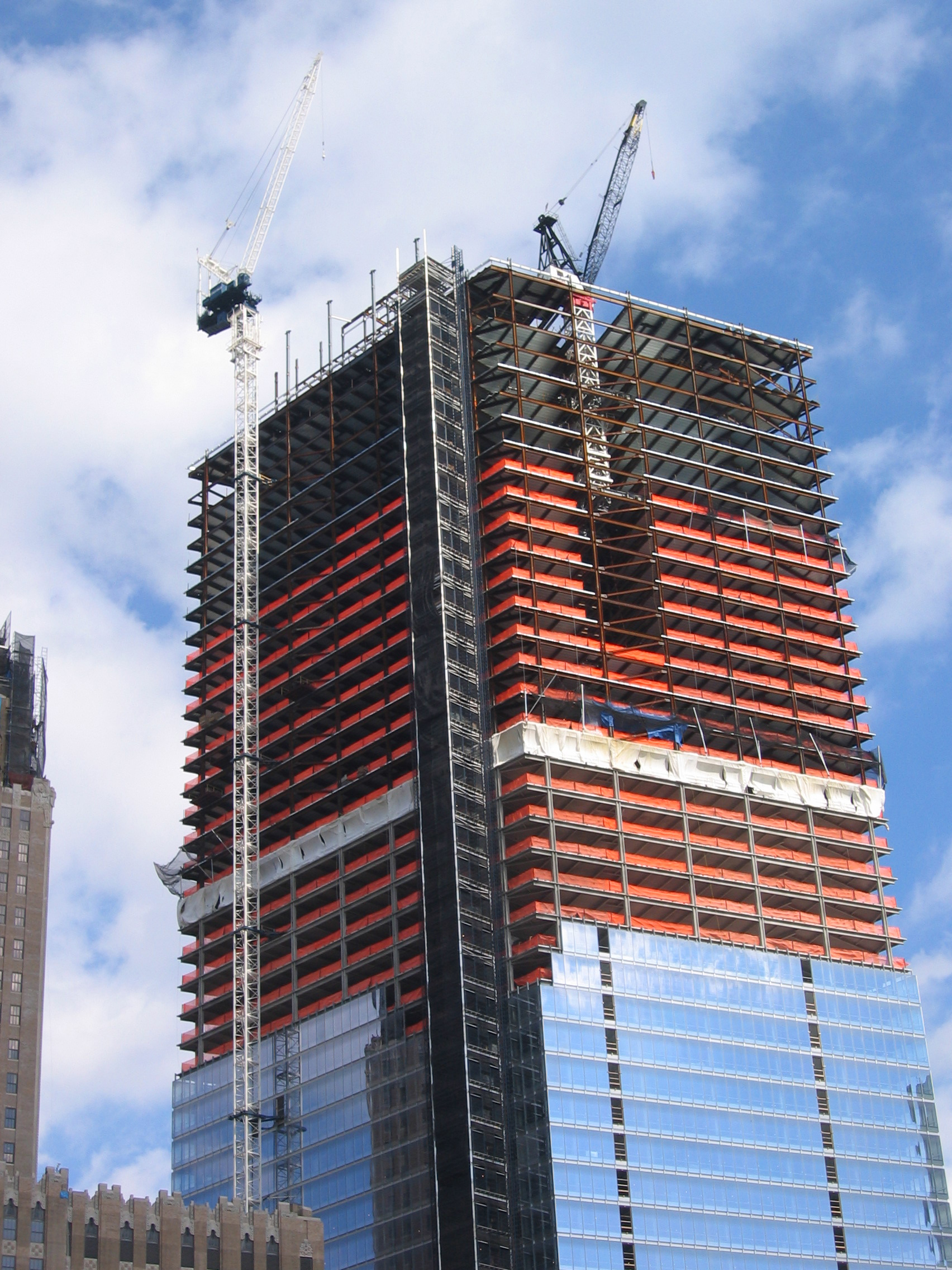
ve výstavbě (rok 2004)
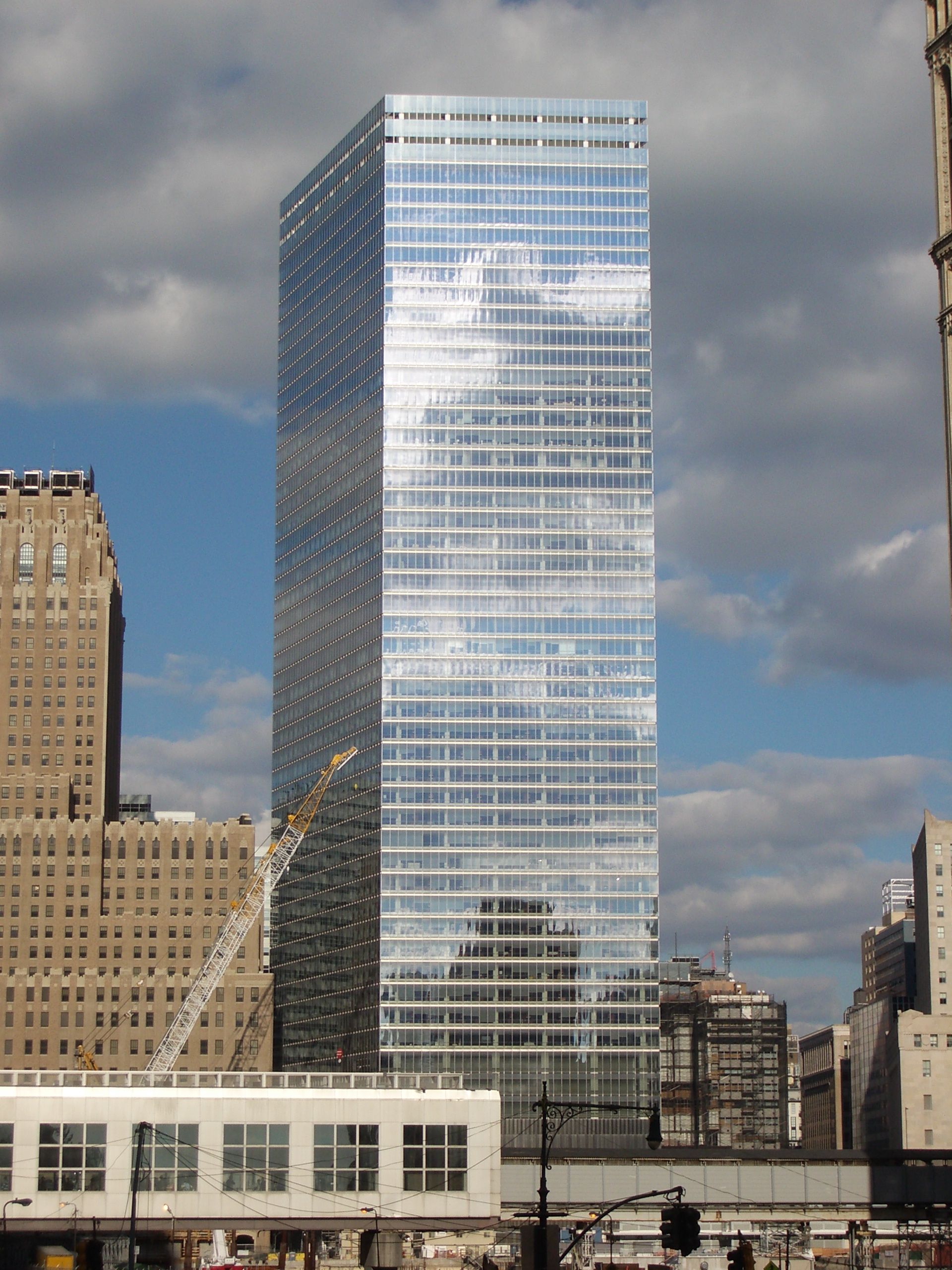
World Trade Center 7
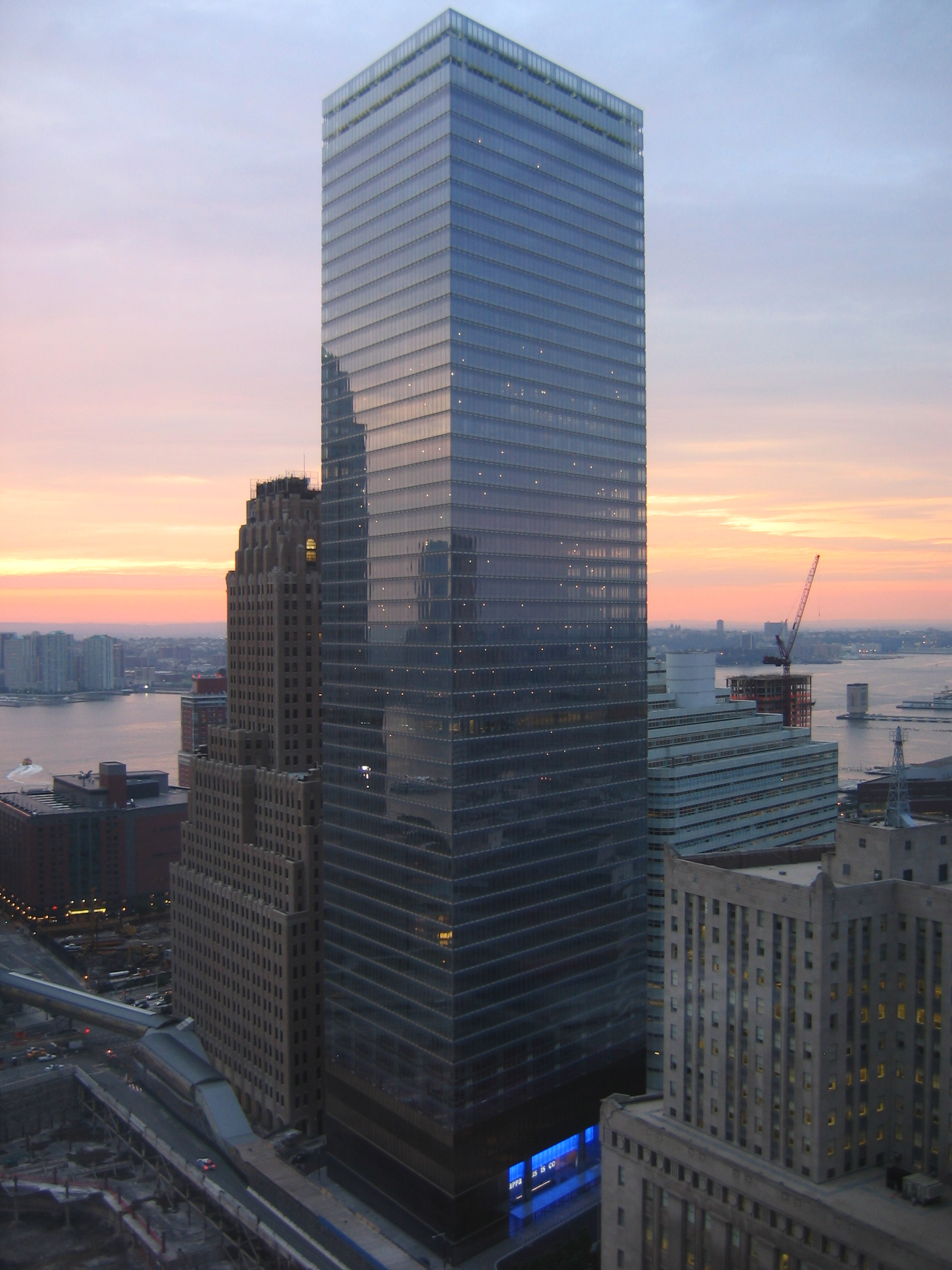
World Trade Center 7
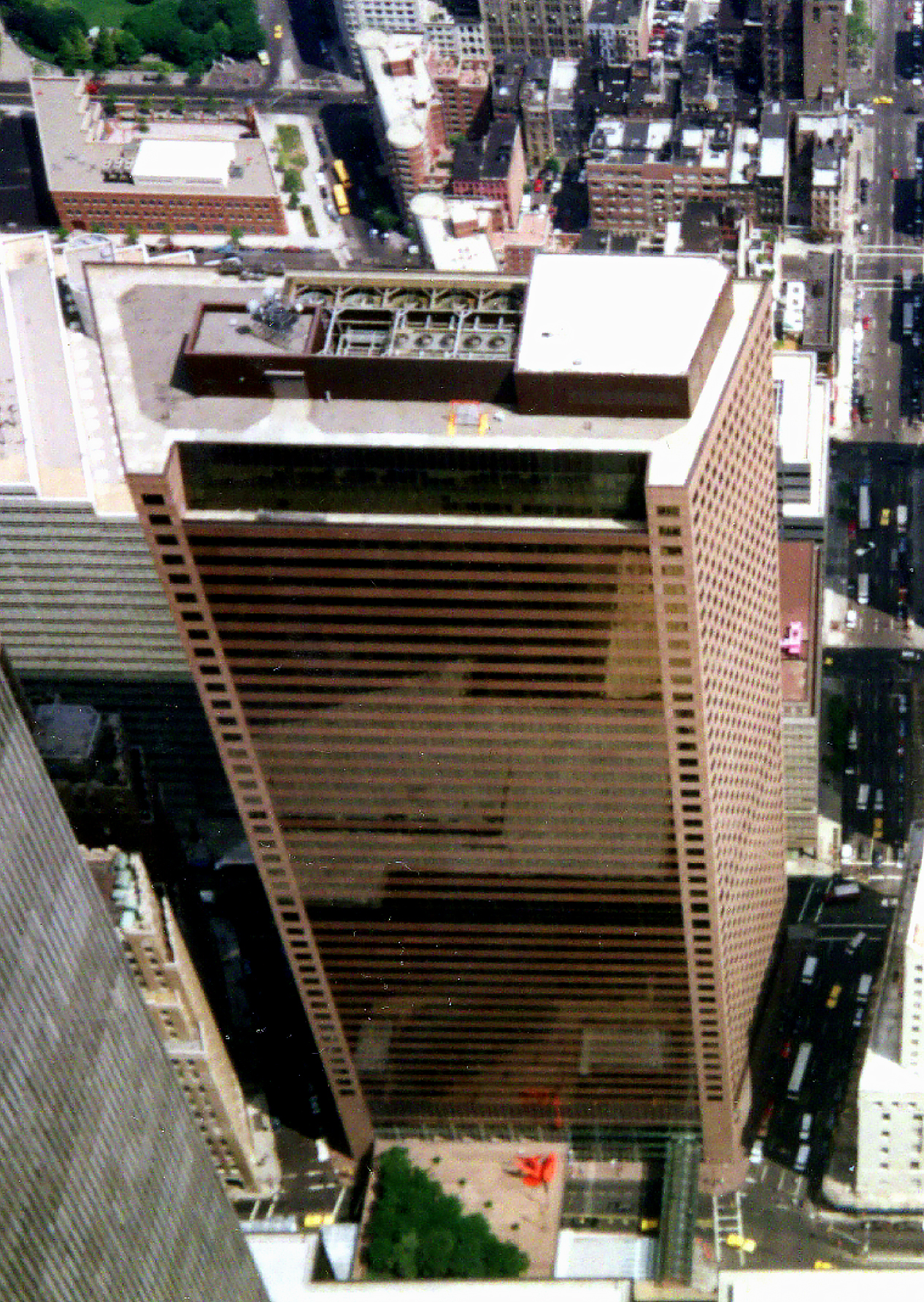
předchozí budova č. 7